# Требухівці
Требухі́вці — село в Україні, в Меджибізькій селищній територіальній громаді Хмельницького району Хмельницької області. Населення становить 1257 осіб.

## Населення

### Мова
Розподіл населення за рідною мовою за даними перепису 2001 року:
| Мова       | Відсоток |
| ---------- | -------- |
| українська | 97,75 %  |
| російська  | 2,04 %   |

## Пам'ятки та історія
На схід від села розташований гідрологічний заказник «Башта».
Архітектурною пам'яткою села є Іоанно-Богословська церква, яка майже повністю зберегла свій первісний вигляд. Одноповерхову церкву з каменю було споруджено у 1818 році на місці старої дерев'яної. Пізніше, у 1840-х роках, була побудована дзвіниця та невисокий тинькований мур із цегли, які разом із церквою складають єдиний комплекс.
Колишній орган місцевого самоуправління — Требуховецька сільська рада.

## Відомі люди
Уродженцями села є:
- Крижак Віталій Миколайович (1988—2014) — старший солдат Збройних сил України, учасник російсько-української війни.
- Гуцал Віктор Омелянович — диригент, композитор, професор, народний артист України, лауреат Державної премії імені Тараса Шевченка (1992), художній керівник Національного академічного оркестру народних інструментів України.

## Галерея

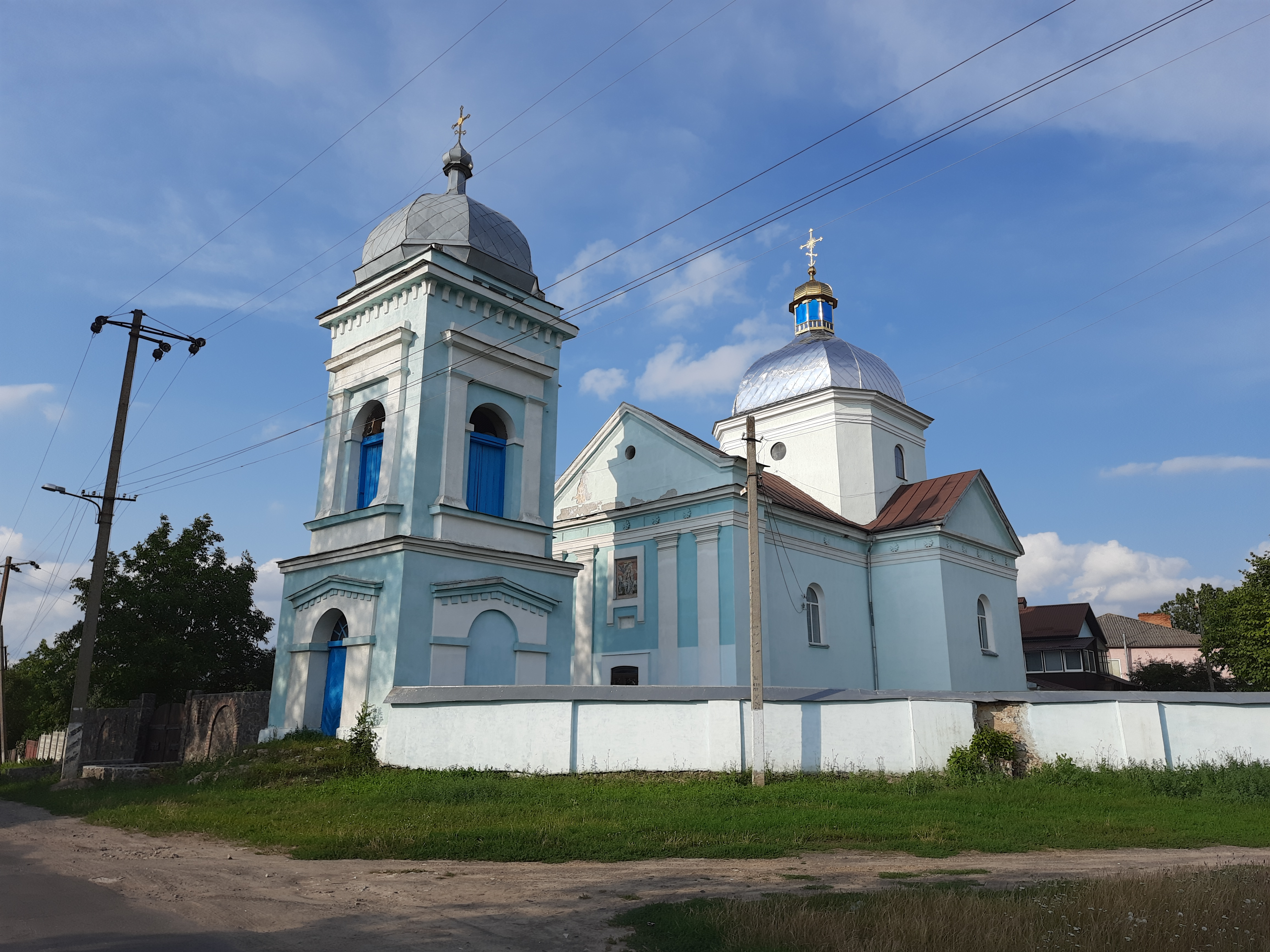
Церква Святого Іоанна Богослова
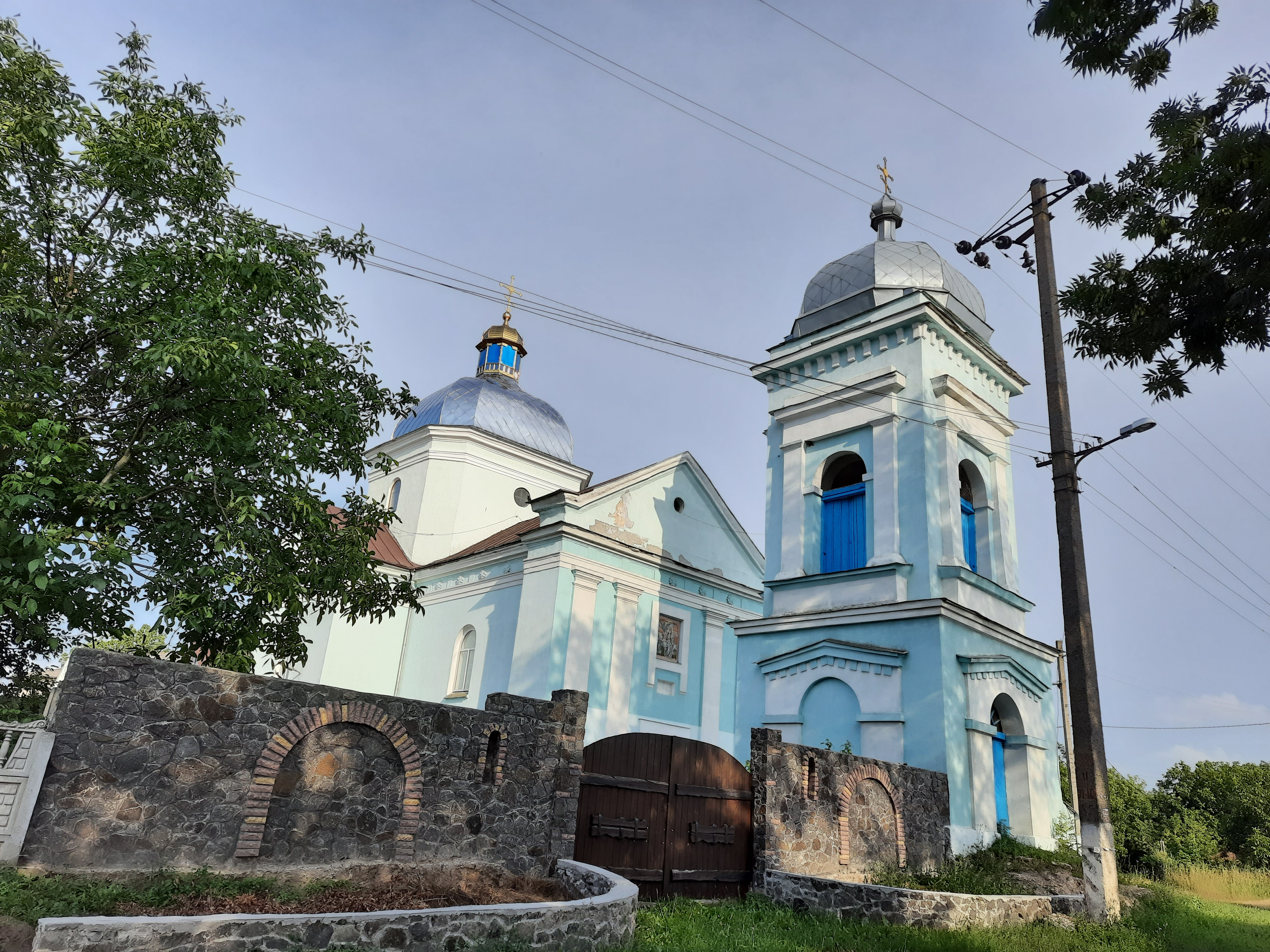
Церква Святого Іоанна Богослова